# Günter Christ
Günter Christ (* 20. März 1929 in Aschaffenburg; † 11. Juli 2018 in Köln) war ein deutscher Historiker und Geschichtsdidaktiker.

## Leben
Christ absolvierte von 1948 bis 1953 ein Studium der Germanistik, Geschichte, Anglistik und Philosophie an der Universität Würzburg. 1957/58 studierte er Geschichte an der Universität Wien und 1957 erfolgte die Promotion an der Universität Würzburg. 1957/58 erhielt er ein Forschungsstipendium der Kommission für bayerische Landesgeschichte in Wien. In den Jahren 1954 bis 1970 und von 1973 bis 1975 ging er einer Tätigkeit im höheren Schuldienst nach. Von 1970 bis 1973 erhielt er ein Habilitationsstipendium der DFG und 1973 habilitierte er sich an der Universität München. 1975 wurde er auf den Lehrstuhl für Rheinische Landesgeschichte und Didaktik der Geschichte an der Pädagogischen Hochschule Rheinland, Abteilung Köln berufen, die seit 1980 als Erziehungswissenschaftliche Fakultät zur Universität zu Köln gehört. 1994 wurde er emeritiert. Er war Wahlmitglied der Gesellschaft für fränkische Geschichte und der International Commission for the History of Representative and Parliamentary Institutions.

## Veröffentlichungen (Auswahl)
- Aschaffenburg. Grundzüge der Verwaltung des Mainzer Oberstifts und des Dalbergstaates (= Historischer Atlas von Bayern. Teil: Franken. Reihe 1, Heft 12). Kommission für Bayerische Landesgeschichte u. a., München 1963.
- Praesentia regis. Kaiserliche Diplomatie und Reichskirchenpolitik vornehmlich am Beispiel der Entwicklung des Zeremoniells für die kaiserlichen Wahlgesandten in Würzburg und Bamberg (= Beiträge zur Geschichte der Reichskirche in der Neuzeit. 4). Steiner, Wiesbaden 1975, ISBN 3-515-01996-0.
- Lothar Friedrich von Metternich-Burscheidt. Erzbischof von Mainz. Bischof von Speyer und Worms (= Aschaffenburger Jahrbuch für Geschichte, Landeskunde und Kunst des Untermaingebietes. Beihefte. 2). Geschichts- und Kunstverein Aschaffenburg e.V., Aschaffenburg 1985, ISBN 3-87965-008-X.
- als Herausgeber mit Karl Bosl: Hubert Freilinger: Werte. Worte. Zeiten. Zum 60. Geburtstag des Verfassers. Bayerischer Schulbuch-Verlag, München 1986, ISBN 3-7627-8255-5.
- Studien zur Reichskirche der Frühneuzeit. Festgabe zum Sechzigsten (= Beiträge zur Geschichte der Reichskirche in der Neuzeit. 12). Herausgegeben von Ludwig Hüttl und Rainer Salzmann. Steiner, Stuttgart 1989, ISBN 3-515-04985-1.
- Das konfessionelle Zeitalter. In: Peter Dinzelbacher (Hrsg.): Die Kirchen in der deutschen Geschichte. Von der Christianisierung der Germanen bis zur Gegenwart (= Kröners Taschenausgabe. 439). Kröner, Stuttgart 1996, ISBN 3-520-43901-8, S. 197–382.
- Erzstift und Territorium Mainz. In: Günter Christ, Georg May: Erzstift und Erzbistum Mainz. Territoriale und kirchliche Strukturen (= Handbuch der Mainzer Kirchengeschichte. Teil 2 = 	Beiträge zur Mainzer Kirchengeschichte. Band 6, Teil 2). Echter, Würzburg 1997, ISBN 3-429-01877-3, S. 15–444.
- als Herausgeber: Aequilibrium mediaevale. Symposion anlässlich des 65. Geburtstages von Carl August Lückerath. Schulz-Kirchner, Idstein 2003, ISBN 3-8248-0505-7.
- Lohr am Main. Der ehemalige Landkreis  (= Historischer Atlas von Bayern. Teil: Franken. Reihe 1, Heft 34). Kommission für Bayerische Landesgeschichte, München 2007, ISBN 978-3-7696-6854-4.